# Jevenstedt
Jevenstedt ist eine Gemeinde im Kreis Rendsburg-Eckernförde in Schleswig-Holstein. Sie liegt südlich von Rendsburg am historischen Ochsenweg.

## Geografie

### Geografische Lage
Das Gemeindegebiet von Jevenstedt erstreckt sich im Naturraum Holsteinische Vorgeest (deutsche Haupteinheit Nr. 698) unmittelbar nördlich angrenzend vom Gebiet des Naturparks Aukrug. Die Jevenau fließt südlich des Dorfes gleichen Namens von Ost nach West in Richtung des Nord-Ostsee-Kanals.

### Gemeindegliederung
Siedlungsgeographisch gliedert sich die Gemeinde in eine Vielzahl von Wohnplätzen. Neben der namenstiftenden Hauptsiedlung, ein Dorf, befinden sich ebenfalls die weitere Dorflagen Altenkattbek und Nienkattbek und Schwabe, die Häusergruppen Barkhorn, Bramkamp, Dammstedt, Kattsheide, Kühlensitz, Nienlanden, Pollhorn, Schevenbrügge, Spannan und Voßberg, die Hofsiedlungen Boistedt, Hennstedt (teilweise), Kreuzkoppel und das Einzelhaus Papenkamp im Gemeindegebiet. Streusiedlungen sind Jevenstedter Feld und Jevenstedter Teich. Mit Nienkattbeker Schweiz befindet sich auch eine Wochenendsiedlung in der Gemeinde.

### Nachbargemeinden
Jevenstedt ist umgeben von den Gemeindegebieten von:
| Schülp b. Rendsburg | Westerrönfeld, Rendsburg, Osterrönfeld      | Emkendorf |
| Hörsten             | Kompassrose, die auf Nachbargemeinden zeigt | Bokel     |
| Hamweddel           | Stafstedt, Luhnstedt, Bargstedt             | Brammer   |

### Landschaft
Die Landschaft im Gemeindegebiet ist geprägt von Wiesen und Feldern, Heide, Mooren, Teichen und kleinen Flussläufen. Die Jevenstedter Teiche liegen im Gemeindegebiet.

## Geschichte
Eine eisenzeitliche Besiedlung des Gemeindegebiets kann durch Urnengräber belegt werden.
Der Ort wurde 1190 erstmals als Gjievenstedt (Stätte an der Gjieve) erwähnt. Gjieve ist der alte Name der Jevenau, von der sich auch heute der Ortsname ableitet. Der Ort lag ursprünglich in einer waldreichen Gegend. Der Wald wurde jedoch bei einer Stadterweiterung Rendsburgs im 17. Jahrhundert weitgehend abgeholzt. Die Kirche St. Georg war ursprünglich ein Saalbau, der durch die beiden Seitenbauten von 1605 (Nordquerarm) und 1765 (Südquerarm) zur Kreuzform erweitert wurde. Die Kreuzform ist aber nicht mehr erkennbar, weil im Osten hinter dem Altar eine Orgel eingebaut wurde. In der Kirche befindet sich ein Taufengel. Im Jahre 1559 besuchte der dänische König Christian II. den Ort zu einer Beratung über die Eroberung Dithmarschens.
Im Dreißigjährigen Krieg war Jevenstedt einer der Punkte, von denen aus die Festung Rendsburg belagert wurde. Als Wallenstein auf dem Ochsenweg durch den Ort zog, kam es zu Scharmützeln mit den Einwohnern, bei denen alle Gebäude des Dorfes durch Feuer zerstört wurden.
Am 31. Januar 1864 hatte Kronprinz Friedrich Wilhelm, der spätere Kaiser Friedrich III., hier sein erstes Hauptquartier im Deutsch-Dänischen Krieg, in einem Bauernhaus. Am Abend schrieb er – aus Hamburg kommend – in sein Tagebuch: „So stehen wir denn am Vorabend der Entscheidung, und Gott wolle mit seinem Segen unsere Waffen geleiten, dass wir gleich von Hause aus Erfolge haben und somit einen Bundesgenossen im Glück finden, der von hoher Bedeutung für uns ist.“
Von 1901 bis 1957 war in Jevenstedt eine Bahnstation der Rendsburger Kreisbahn.
Am 1. Januar 1974 wurden die Gemeinden Altenkattbek, Nienkattbek und Schwabe eingegliedert.

## Politik

### Gemeindevertretung
- SPD: 3
- AWJ: 6
- CDU: 8

Nach den vergangenen Wahlen ergaben sich jeweils folgende Sitzverteilungen:
- Kommunalwahl 2018: Von den 17 Sitzen in der Gemeindevertretung hatte die CDU acht, die SPD vier und die Wählergemeinschaft (AWJ) fünf Sitze.[8]
- Kommunalwahl 2023: Von den 17 Sitzen in der Gemeindevertretung hatte die CDU acht, die SPD drei und die Kommunale Wählergemeinschaft (AWJ) sechs Sitze.[9]

### Bürgermeister
Amtierender Bürgermeister ist Sönke Schwager von der CDU.

### Wappen
Blasonierung: „Von Silber und Rot im Wellenschnitt geteilt. Oben ein mit einem goldenen Schwert überdeckter, widersehender Lindwurm, unten ein Göpel in verwechselten Farben.“ Das Wappen ist dem Kirchensiegel von 1528 nachempfunden, das den heiligen Georg auf dem Drachen zeigt.

### Verwaltungssitz
Die Gemeinde ist Verwaltungssitz des Amtes Jevenstedt.

## Wirtschaft und Verkehr
Durch die Nähe zu Rendsburg gibt es viele Wohngebiete, weiterhin ein eigenes Gewerbegebiet. Neben Handwerksbetrieben, Taxiunternehmen und Dienstleistungsunternehmen sind insbesondere Reitanlagen und Reitschulen in Jevenstedt angesiedelt.
Das Gemeindegebiet wird im motorisierten Individualverkehr  von der Bundesstraße 77 im Teilabschnitt von Rendsburg nach Hohenwestedt durchquert. Von Rendsburg heran führend ist sie bis zur Anschlussstelle der schleswig-holsteinischen Landesstraße 328 östlich des Dorfes als vierspurige Kraftfahrstraße autobahnähnlich ausgeführt.

## Sehenswürdigkeiten

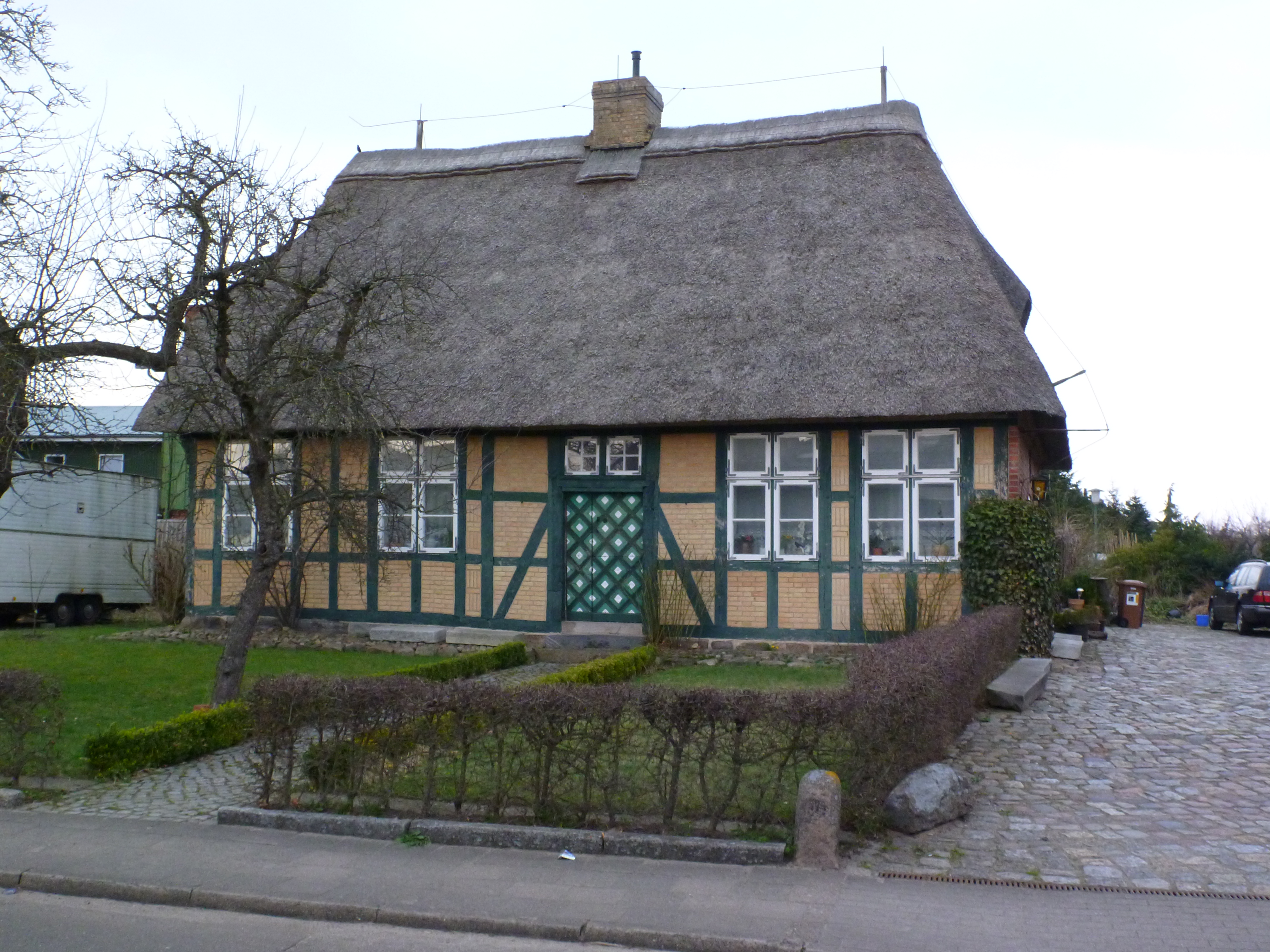
Die ehemalige Kirchspielvogtei

In der Liste der Kulturdenkmale in Jevenstedt stehen die in der Denkmalliste des Landes Schleswig-Holstein eingetragenen Kulturdenkmale. Das Schmiedemuseum Jevenstedt ist ein seit 1995 bestehendes Heimatmuseum.
Im Ortsteil Altenkattbek befindet sich südlich des Flüsschens Jevenau das Teilgebiet Altenkattbek des Natura-2000-Schutzgebietes FFH-Gebiet Dünen bei Kattbek. Es umfasst ein ehemaliges Hochmoorgebiet mit noch sichtbaren Torfstichen.

## Persönlichkeiten
- Peter Friedrichsen (1790–1873), Pastor des Ortes